# Ломбардо, Гай
Гаэтано Альберто (Гай) Ломбардо (англ. Gaetano Alberto 'Guy' Lombardo; 19 июня 1902[…], Лондон, Онтарио — 5 ноября 1977[…], Хьюстон, Техас) — канадский и американский музыкант, скрипач и руководитель ансамбля Royal Canadians. Обладатель трех звезд на голливудской «Аллее славы», член Зала славы канадской музыки (посмертно).

## Биография
Гаэтано Альберто Ломбардо родился в Лондоне (Онтарио) в 1902 году, в семье итальянских иммигрантов Гаэтано Альберто и Анджелины Ломбардо. Отец, работавший портным, увлекался пением и для аккомпанемента научил четверых из своих пяти сыновей играть на различных музыкальных инструментах. Гай и его братья ещё в школьные годы собрали свой оркестр. Впервые перед публикой Гай выступил вместе с братом Карменом в 1914 году на празднике на лужайке перед церковью. В 1917 году они с братьями основали оркестр и концертную труппу братьев Ломбардо (англ. Lombardo Brothers' Orchestra and Concert Company). «Оркестр» был на самом деле квартетом: Гай был скрипачом, его брат Кармен играл на флейте и саксофоне и озвучивал вокальные партии, ещё один брат, Леберт, был трубачом и ударником, а в качестве пианиста был приглашен Фредди Крейтцер. В отдельных концертах участвовали сестра Гая, Илейн (сопрано), и их отец, Гаэтано (баритон).
С 1919 по 1923 год братья Ломбардо выступали на танцплощадках в своем родном Лондоне и соседних городах. В конце 1923 года расширенная группа, включающая Арчи Каннингема (саксофон), Джима Диллона (тромбон), Эдди Машуретта (туба), Фрэнсиса Генри (гитара) и Джорджа Гоуэнса (ударные), отправляется в Кливленд (США). В США они по совету агента меняют имя группы на «Гай Ломбардо и его Королевские Канадцы» (англ. Guy Lombardo and His Royal Canadians) — под этим именем они войдут в историю эстрады. В 1924 году они подписывают двухгодичный контракт с кливлендским ночным клубом «Claremont Tent». Владелец клуба лично занимался с ними, заставив их сбавить темп исполнения и приглушить звук, а также расширить репертуар. В эти годы выработался особый стиль Ломбардо: мягкое вибрато группы саксофонов, возглавляемой альт-саксофоном Кармена; использование тубы в партиях контрабаса; тихие ударные (Гоуэнс), слышные в основном только остальным музыкантам; эмоциональный вибрирующий голос Кармена, вместе с его идеальной дикцией ставший объектом пародий; и богатый репертуар шоттишей в танцевальной программе.
В Кливленде группа Ломбардо начала выступать на местной радиостанции WTAM и в 1924 году записала свою первую композицию с фирмой звукозаписи Gennett Records. Подписав в 1927 году контракт с Джулиусом Стерном, владельцем агентства Music Corporation of America, Ломбардо с группой перебираются в Чикаго, где выступают на радиостанции WBBM. Их первое выступление должно было продолжаться 15 минут, но затянулось на часы, поскольку слушатели обрывали телефонные трубки с требованиями продолжения. Группа, игравшая, по выражению критика Chicago Tribune Эштона Стивенса, «сладчайшую музыку по эту сторону рая», быстро завоевала огромную популярность.
В 1929 году Ломбардо с ансамблем, к которому присоединилась и Илейн, переезжает в Нью-Йорк. Там они играют в клубе Roosevelt Grill, в котором остаются постоянной группой на протяжении следующих 33 лет, и выступают на центральном радио CBS и на NBC. Их новогодние концерты становятся традиционными программами обеих сетей, включая фирменный знак — исполнение Auld Lang Syne, начинающееся с последним ударом часов, отбивающих полночь (уже в 1954 году первая телетрансляция такого концерта собирает 1,5 миллиона зрителей). К концу 1940-х годов количество участников оркестра достигло 16 и оставалось постоянным до конца жизни Ломбардо. Помимо Гая и его братьев, три музыканта — Крейтцер, Гоуэнс и сменивший в 1924 году Канингема Фред Хигман — играли в нём более 40 лет.
Оркестр Ломбардо много гастролирует по Северной Америке, записывает музыку для кинофильмов и многочисленные диски, 11 миллионов копий которых были проданы только за 1946 год, а общий объем продаж к началу 1970-х годов перевалил за 300 миллионов копий. К моменту смерти Гая Ломбардо было выпущено почти 100 долгоиграющих альбомов. «Ломбардо и его Королевские Канадцы» играли на инаугурационном балу каждого президента США от Франклина Рузвельта до Эйзенхауэра, а в 1985 году на балу в честь инаугурации Рональда Рейгана.
В свободное от выступлений время Гай Ломбардо занимался гонками на катерах. С 1940 по 1942 год (в категории 221 кубический дюйм) и снова с 1946 по 1961 год (в категории Unlimited) он постоянно участвовал в гонках катеров-гидропланов в Северной Америке, завоевав несколько престижных призов, среди которых Золотой Кубок 1946 года. На одной из гонок этого года Ломбардо стал вторым человеком, развившим на катере-гидроплане скорость более 100 миль в час.
Гай Ломбардо умер в 1977 году, пережив на шесть лет своего брата Кармена. Его смерть стала шоком для Америки: по словам одного из биографов, «этот человек стал обычаем, а обычаи не умирают».

## Признание заслуг
Гаю Ломбардо посвящены звезды на Голливудской аллее славы (1960) и её канадском аналоге (2002). В 1978 году он был избран, вместе с Оскаром Питерсоном, первым членом Зала славы канадской музыки. В его родном Лондоне (Онтарио) действует музыкальный центр и музей Гая Ломбардо.